# Ллано (округ)
Округ Ллано (англ. Llano county) — округ штата Техас Соединённых Штатов Америки. На 2000 год в нем проживало 17 031 человек. По оценке бюро переписи населения США в 2009 году население округа составляло 18 274 человек. Окружным центром является город Ллано.

## История
Округ Ллано был сформирован в 1856 году. Его название происходит от названия реки Ллано (исп. llano — равнина).

## География
По данным бюро переписи населения США площадь округа Ллано составляет 2502 км², из которых 2421 км² — суша, а 81 км² — водная поверхность (3,25 %).

### Основные шоссе
- Автострада 16
- Автострада 29
- Автострада 71

### Соседние округа
- Сан-Саба  (север)
- Бернет  (восток)
- Бланко  (юго-восток)
- Гиллеспи  (юг)
- Мейсон  (запад)